# Oryzopsis munroi
Oryzopsis munroi är en gräsart som beskrevs av Otto Stapf och Joseph Dalton Hooker. Oryzopsis munroi ingår i släktet Oryzopsis och familjen gräs. Inga underarter finns listade i Catalogue of Life.